# Гаплогруппа A (мтДНК)
Гаплогруппа A — гаплогруппа митохондриальной ДНК человека.
И. А. Захаров-Гезехус с коллегами предложили дать гаплогруппе A имя Анай (Anay).

## Происхождение
Считается, что гаплогруппа A возникла в Азии около 50 тыс. лет назад. Её предком была гаплогруппа N.

## Палеогенетика
- Субклад A2 определили в образцах копролитов возрастом 14 290 — 12 750 лет назад из пещер Пэйсли в штате Орегон (США)[2]
- У образцов из бразильских Lapa do Santo возрастом ок. 9,5 тыс. л. н. и Laranjal возрастом ок. 6,8 тыс. л. н. определена субклада A2[3]
- A+152+16362 определили у образца DA357 (5981—5725 лет до н. э., Глазковский некрополь, Иркутская область)[4]
- Гаплогруппу A определили у образца brn001 (5474—5312 лет до н. э., KuengaRiver_N) с участка Известковая-1 в пади Известковой (долина реки Куэнга, Забайкальский край)[5].
- Гаплогруппа A обнаружена у трёх младенцев с поселения елунинской культуры Берёзовая Лука в Алейском районе Алтайского края (первая половина II тыс. до н. э.)[6][7]
- Субклады A10* и A10a были обнаружены у представителей культур бронзового века Западной Сибири: усть-тартасской, одиновской, кротовской, поздней кротовской, андроновской (фёдоровской) и пахомовской[8]
- A8a1 определили у представителя окуневской культуры RISE664  (4409—4156 л. н., Okunevo_EMBA)[9], у образца RISE674 (4300—3850 л. н., Okunevo_EMBA) определили митохондриальную гаплогруппу A-a1b3[4][10]
- A12a определили у поздненеолитического образца N4a1 (4782—4424 л. н.) со стоянки Кёрдюген 2 в Якутии[11]
- A12a2a2 определили у образца N4b2 (4348—4091 л. н.) из Якутии[11][12]
- A5b1b определили у образца BandaKD15 (1517—1353 лет до настоящего времени) из Китая (Гуанси-Чжуанский автономный район)[13]
- Гаплогруппа A определена у представителя саргатской культуры[14]
- Субклады A8, A10 и A11 определены у представителей староалейской культуры из могильника Фирсово-XIV (VII—IV века до н. э.)[15]
- A2a определили у образца NEO248 (2064 л. н.) из Чукотского автономного округа[16]
- A-T152C! определили у образца DA136 (Sarmatian 9, 800—100 BCE, Nesvetay, Sarmatian cultural group, Аксайский район Ростовской области)[17]
- A12 определили у женского образца R-Kich-Malka (TU10, конец VII — первая половина VIII века) из аланского катакомбного могильника в Кичмалке (Кабардино-Балкария)[18]
- A+152+16362 определили у образца MOT01 из Танкеевки в Спасском районе Татарстана (Late Kushnarenkovo/Karayakupovo, early Volga-Kama Bulghar period, X—XI века)[19]
- A2a определили у образца I1524 (1180—830 л. н.) из Уэлена (Чукотка)[20]
- A2 была обнаружена у представителя культуры Чинчорро (мумия «Хуанита» (en:Mummy Juanita), найденная в леднике в высокогорной части Перу), жившего 550 лет назад[21], в образцах из Huaca Pucllana, Pasamayo и Lauricocha[22][23]
- A2a определили у образца I1123 (520—140 л. н.) с Алеутских островов (Kagamil Island, Warm Cave)[20]
- A2b1 и A2a обнаружены у образцов с кладбища в Нувуке (Барроу) на Аляске с калиброванными датами между 981 и 1885 годами нашей эры[24]
- A2 определили у средневекового образца (X—XIV века) из польского Калдуса[англ.] (гмина Хелмно)[25]

## Распространение
Подгруппа A1 распространена в северной и центральной Азии, тогда как подгруппа A2 — в Сибири, а также является одной из 5 митохондриальных гаплогрупп коренного населения Америк, наряду с такими, как B, C, D и X.
Гаплогруппа A чаще всего распространена среди таких народов, как чукчи, эскимосы, на-дене, индейцы Центральной Америки. К ней же принадлежат 7,5 % японцев (в основном подгруппы A4 и A5).
В пределах гаплогруппы A8a польские и бурятские гаплотипы сгруппированы вместе в подгруппу A8a1. Наличие A8a1 у поляков подтверждает гипотезу о том, что появление линий A8a в центральной Европе может отражать вероятную средневековую миграцию кочевых племён из Сибири.

## Субклады
Гаплогруппа состоит из 5 основных подклассов, которые также делятся на более мелкие подгруппы. Комплекс A5 встречается только в Корее и Японии.
- A3- 2857, 8962, 9711, 13140, 13737, 15286, 16519
- A4- 16362
  - A4a- 1442, 9713, 16249
    - A4a1- 4928

  - A4b- 12720, 14290, 16189
  - A4c- 200
  - A4d- 151
  - A2- 146, 152, 153, 8027, 12007, 16111
  - A2a- 3330, 16192
  - A2b- 11365
  - A2c- 64, 12468 14364
  - A2d- 64, 6308
    - A2d1- 8281-8289d, 11314
      - A2d1a- 8548, 16274 (proposed)

    - A2d2- 5081

  - A2e- 153, 7112, 13708, 16189, 16336, 16519
  - A2f- 153, 3316
  - A2g- 7724T, 16391
  - A2h- 1598, 1888, 12811, 16335, 16526
  - A2i- 960.1C, 3308A, 3309.1A, 6620, 14280, 14470, 16325
  - A2j- 10595, 11548
    - A2j1- 11314

  - A2k- 3202
    - A2k1- 15924

  - A6- 654, 3687, 4257, 13287
- A5- 8563, 11536
  - A5a- 152, 2156.1A, 4655, 11647, 16187
    - A5a1- 14944
      - A5a1a- 10801
        - A5a1a1- 5773, 12880
        - A5a1a2- 6956, 8628

      - A5a1b- 16160

    - A5a1b- 16160
    - A5a2- 13461

  - A5b- 961, 1709, 16126, 16235
  - A5c- 523-524d, 16129, 16213
- A7- 8413, 15379, 16051, 16129, 16189
- A8- 16242
- A9- 152, 6950, 7228, 8340, 10700, 15874 (proposed)

### Общие сведения
- Ian Logan’s Mitochondrial DNA Site
- PhyloTree.org - mtDNA tree Build 17 (18 Feb 2016): subtree A

### Гаплогруппа A
- - Beringian Standstill and Spread of Native American Founders (PLoS)
  - Spread of Haplogroup A, from National Geographic
  - Aiyana